# 克拉丽莎·戴维斯
克拉丽莎·戴维斯（英語：Clarissa Davis，1967年6月4日—），美国女子篮球运动员。她曾获得1992年夏季奥运会女子篮球比赛铜牌。她也参加了1986年女子篮球世锦赛和1987年泛美运动会，均收获金牌。